# Institutul de Cercetare a Calității Vieții
Institutul de Cercetare a Calității Vieții (ICCV) este un institut de cercetare a vieții în România, înființat în 1990 sub egida Academiei Române și a Institutului Național de Cercetări Economice. ICCV este localizat în București. Misiunea sa este de a produce cercetare academică, în special în direcția calității vieții și a politicilor sociale, în registru interdisciplinar (sociologie, economie, științe politice). 

## Direcții și teme de cercetare
În cercetările și studiile realizate de ICCV în ultimii ani își găsesc concretizarea următoarele direcții și teme de cercetare:
- Diagnoza calității vietii și a sărăciei
- Dezvoltarea socială
- Politici sociale
- Consumul și veniturile: recurență (pattern-uri), nivel, structură
- Dezvoltare rurală. Satul în perioada de tranziție
- Stil de viață
- Valori sociale
- Ocupare, participare la piața muncii și muncă
- Condiții social economice de viață ale populației de romi
- Sistemul de asigurări sociale
- Sistemul de asistență socială
- Politicile antisărăcie
- Finanțarea politicilor sociale
- Politica de locuire
- Politicile de gen
- Politicile sociale din domeniul educației
- Migrație internațională
- Capital social și participare civică

## Cercetătorii Institutului de Cercetare a Calității Vieții (ICCV) despre ei înșiși
Lucrările elaborate în cadrul ICCV sunt orientate atât spre cercetarea fundamentală din domeniul științelor sociale și ale calității vieții, cât și spre domeniile aplicate, asumându-și valorile spiritului de integrare europeană și ale trecerii la economia de piață a României. 
ICCV publică, încă de la înființare, Revista "Calitatea Vieții", publicație stiințifică dedicată analizelor de politică socială.  Începând cu numerele din 1999, articolele sunt disponibile on-line, accesul fiind gratuit.  De asemenea, sunt disponibile on-line și alte lucrări ale ICCV, precum Dicționarul de sărăcie, unele cărți publicate de cercetătorii ICCV, diverse rapoarte de cercetare, manuscrise. 
În timp, ICCV a acumulat un întreg sistem de baze de date sociale, rezultate în urma cercetărilor de natură cantitativă realizate în institut.  Arhiva de baze de date este deservită de echipament tehnic de vârf pentru analiza, prelucrarea, prezentarea și comunicarea datelor și informațiilor.  Aceasta constituie, în momentul de față, punctul de plecare pentru constituirea Arhivei Românesti de Date Sociale (RODA), afiliată la arhivele europene de baze de date sociale.
Alături de activitatea științifică, dedicată cercetării fundamentale, ICCV oferă consultanța principalilor "actori politici" în domeniile sale de interes, realizează evaluări și analize la comanda specifică a unor organizații non-profit sau a unor agenți economici, ca și a instituțiilor internaționale.
Larga recunoaștere internă și internațională a activităților științifice desfășurate de către cercetătorii din Institutul de Cercetare a Calității Vieții este confirmată și datorită frecventelor solicitări din partea unor instituții românești de cel mai înalt prestigiu, precum ar fi Președinția și Guvernul României, ministere și alte agenții ale guvernării centrale, alte institute de cercetări și universități din țară și din străinatate, precum și din partea unor organizații internaționale precum Consiliul Europei, UNICEF, PNUD, OIM, Banca Mondială, etc.

## Reviste publicate de ICCV
Institutului de Cercetare a Calității Vieții publică regulat două reviste:
- Revista "Calitatea Vieții"
- "Revista de Cercetări Sociale"

Ambele reviste se publică atât "clasic", sub formă tipărită, cât și electronic, sub formă de atașamente Adobe Reader pe web site-ul ICCV, la următoarea adresa aceasta Arhivat în 15 octombrie 2005, la Wayback Machine., unde trebuie selecționată opțiunea "Reviste".